# Benedictinas de la Providencia
La Congregación de Hermanas Benedictinas de la Providencia (oficialmente en latín: Congregatio Sororum Benedictinarum, cooficialmente en italiano: Istituto delle Suore Benedettine della Provvidenza) es una congregación religiosa católica femenina de vida apostólica y de derecho pontificio, fundada por la religiosa Benedetta Cambiagio Frassinello, en Ronco Scrivia (Italia), en 1838. A las religiosas de este instituto se les conoce como benedictinas de la Providencia y posponen a sus nombres las siglas S.B.P.

## Historia
El instituto tiene su origen en la congregación fundada por la religiosa italiana Benedetta Cambiagio Frassinello, en la ciudad de Ronco Scrivia (Italia), el 28 de octubre de 1838, la cual colocó en manos del obispo de Génova. La congregación tuvo un rápido crecimiento. En 1847 se fundó una comunidad en la localidad de Voghera, la cual se convirtió en centro de difusión del instituto. La importancia de la comunidad de Voghera llevó a que en 1898, mediante decreto del obispo de Tortona, se independizara de la central de Pavia, convirtiéndose así en una nueva congregación religiosa, con el título de Benedictinas de la Divina Providencia.
El instituto de Ronco Scrivia obtuvo la aprobación diocesana por el arzobispo de Génova en 1856, recibió el decreto de alabanza de parte de la Santa Sede el 24 de junio de 1917 y la aprobación definitiva el 29 de marzo de 1926.

## Organización
La Congregación de Hermanas Benedictinas de la Providencia es un instituto religioso pontificio centralizado, cuyo gobierno es ejercido por la superiora general, elegida para un periodo de seis años, el cual puede ser reelegido. A ella le coadyuva un consejo, también llamado general. La sede central se encuentra en Génova.
Las benedictinas de la Providencia se dedican a la instrucción de la juventud y a la asistencia de huérfanos, viven según la Regla de san Benito y forman parte de la Confederación Benedictina. En 2015, el instituto contaba con unas 96 religiosas y 19 conventos, presentes en Brasil, Burundi, Costa de Marfil, España, Italia y Perú.